# Justice environnementale
Le concept de justice environnementale applique les théories de la justice au champ de l'environnement et de l'écologie,. Il découle de la prise en compte de l'environnement et des services écosystémiques qu'il permet comme du « bien commun. »
La justice environnementale peut aussi concerner les effets du dérèglement climatique ; dans ce contexte on parle parfois d'injustice et/ou de « justice climatique ».
Ce concept sous-tend qu'il existe des droits sur la nature pour tous et chacun ; individus, familles, collectivités, entreprises et autres groupes humains vis-à-vis de l'environnement considéré comme bien commun, mais en échange de devoirs et d'obligations légales, et selon le PNUD repris par Fabrice Flipo (2002), « en l’absence de tierce-parties capables d’administrer une justice : les plus forts outrepassent leurs droits et échappent à leurs devoirs, constituant peu à peu de petits potentats privés. Les règles actuelles conduisent donc sans surprise à une augmentation mondiale des inégalités ».
Ce concept invite donc aussi à penser et mettre en œuvre des mesures de réduction, de réparation et de compensation quand le préjudice écologique n'a pu être évité, ce qui peut parfois nécessiter ou justifier une certaine « ingérence écologique ».
Ces devoirs ou obligations sont souvent regroupés dans la notion de « responsabilité sociale et environnementale », la liberté d'exploiter l'environnement s'arrêtant là où elle menace celle des autres (il y a alors obligation à ne pas surexploiter une ressource), et là où l'environnement (biodiversité, habitats naturels, diversité génétique) serait lui-même menacé par les activités humaines.
La justice environnementale s’apparente in fine à une réflexion éthique sur la responsabilité et la liberté. Le cœur de l’argumentaire consiste à exposer que la souffrance est prioritaire au bien-être et que la responsabilité prime sur la liberté.
Cette hiérarchie des principes trouve son fondement dans l’idée que la Biosphère, entendue non comme simple objet scientifique mais comme « maison de l’humanité », se voit être analysée sous l’angle du principe d’interdiction de nuire, ici qualifié de « sacré ». Cette sacralité ne relève pas du religieux, mais d’un principe supérieur de justice : elle impose une limite morale à l’action humaine en interdisant de nuire aux conditions mêmes de la vie. Dès lors, le respect de la Biosphère devient une exigence fondamentale, non négociable, au même titre que les droits humains, car elle constitue la condition préalable à l’exercice de toute liberté. Le principe d’égalité de droit, qui interdit à chacun de nuire aux autres et à la Biosphère, s’impose donc comme norme supérieure guidant les politiques climatiques, en subordonnant la distribution des moyens (principe profane) à la finalité morale de ne pas nuire (principe sacré).
La justice environnementale mérite d'être saisie via le développement socialement durable (DSD) où l’on donne une priorité aux capacités personnelles, en particulier à la capacité d’auto-contrainte de la personne sinon à sa capacité de résilience. Il en résulte une structure de capacités qui imprègne la personne, pouvant la renforcer mais aussi la fragiliser.

## Généralité et histoire du concept
Le concept d'équité sociale et environnementale apparait dans les analyses de la tragédie des communs transparaissait dans le tiers-mondisme et dans de nombreuses analyses critiques de la colonisation et de l'esclavage, mais il n'apparait fortement associé aux mots environnement ou écologie que vers 1990-1992 avec une formalisation internationale lors de la conférence de Rio (1992), en particulier au sein des forums parallèles, animés par les ONG et la société civile.
Ces notions ont émergé des années 1970 aux années 1990 alors que la dette extérieure des pays en développement ne cessait de s'alourdir, et parallèlement à la construction d'un droit de l'environnement aux échelles locales, régionales et mondiales.
Il y a alors une prise de conscience progressive et générale de la vulnérabilité du patrimoine naturel, de l'existence d'une dette écologique (dette non-monétaire néanmoins aggravée par une dette financière qui maintient les pays du Sud dans un sous-développement), alors que la crise environnementale et la crise climatique aggravent dans le monde les inégalités écologiques, tout ceci face aux capacités d'adaptation au changement climatique. Cependant la justice peut permettre certaines inégalités "positives" ; justifiant qu'à échelle mondiale, lors de négociations internationales, des efforts plus importants soient demandés aux pays les plus riches, tout en accordant des délais supplémentaires aux pays pauvres (qui polluent en réalité en grande partie pour les services et produits qu'ils fournissent aux pays riches) 
Aux États-Unis, la notion d'« environmental justice » est utilisée depuis le début des années 1980 (souvent en lien avec les mouvements des droits civiques et avec le soutien de certaines Églises), à la suite du constat que les usines polluantes, le stockage et traitement de déchets toxiques ou les rejets polluants touchaient le plus souvent et plus directement l'environnement et les ressources naturelles de populations pauvres et vulnérables (amérindiens et afroaméricains), avec même la création du terme « racisme environnemental » (Environmental racism) par Chavis (1987) dans un rapport intitulé « Toxic Waste and race in the United States ». En 1994, l’EPA (Environmental Protection Agency) a été missionné pour mission officielle de détecter et si possible réduire les « injustices environnementales » qui recouvraient les discriminations raciales et sociales. Il existe dans ce pays une fondation spécialisée dénommée Environmental Justice Foundation.
Près de 10 ans plus tard (en 2003), le Ministère français de l’environnement confiait à l'IFEN un travail sur les « inégalités écologiques » visant à définir la notion pour la France, ce qui fut fait en 2006.
Au début des années 2000, ce concept est encore peu traité dans la littérature académique et peu présent dans les politiques publiques. Selon J Theys, au début des années 2000, les inégalités écologiques sont encore une « dimension oubliée de l’action publique » et les préoccupations sociales et environnementales s’ignorent mutuellement.

## Double dimension, géospatiale et temporelle
- Cette justice environnementale concerne à la fois l'égalité des chances en termes d'accès pérenne aux ressources naturelles vitales (qui peuvent être pas, peu, difficilement, couteusement ou lentement renouvelables) entre régions riches et pauvres du monde, et un partage plus « juste » et équitable du poids de la dette écologique et le son remboursement dans le champ territorial, géographique [23],[24] et biogéographique. La dimension spatiale n'est plus ici celle des frontières géographiques, mais un nouvel « espace écologique »[25] qui serait la biosphère et certains de ses sous-ensembles biogéographiques. Ici les inégalités environnementales sont souvent aussi des inégalités territoriales[3]. Cette dimension spatiale inclut celle des paysages de plus en plus aussi appréhendés selon les principes de l'écologie du paysage et devenant dans les régions agricoles et industrielles enjeux de justice environnementale[26]. Les écarts "nord-sud" se retrouvent également dans ce domaine[27].

- Cette forme de justice tend aussi à prendre une dimension temporelle forte, dans le cadre de l'adoption progressive (au moins en théorie et dans le vocabulaire des médias, collectivités, administrations et entreprises) des principes de soutenabilité du développement et d'équité, intra-[28] et inter-générationnelle, qui ouvre théoriquement, mais clairement la justice environnementale aux générations futures[25]. Certains pays comme les Pays-Bas ont exploré cette notion plus avant[29].

## Champs et enjeux
Parmi les enjeux majeurs de cette justice environnementale figurent :
- une « justice plus juste », impliquant une meilleure reconnaissance des droits, et de l'équité environnementale[30] ;
- un accès équitablement partagé de tous aux ressources naturelles et à un développement soutenable [31] nécessaires à l'écodéveloppement[32], qui implique de pouvoir répondre aux besoins vitaux du développement humain individuel et sociétal ;
- la réduction des inégalités écologiques[33], qui passera notamment par le développement d'une solidarité écologique[34] et plus généralement de la solidarité car souvent, les inégalités sociales et écologiques cumulent leurs effets[35] ;
- un partage équitable du remboursement de la dette écologique ;
- un lien mieux compris entre respect voire restauration de l'environnement et impacts sociaux-environnementaux, sanitaires, alimentaires (perte d'autonomie) ou socio-politiques (Cf. par exemple les nombreux cas de spoliation de territoires, perte de souveraineté liés à l'exploitation ou à la surexploitation de ressources naturelles de grande valeur, lentement ou peu renouvelables) ;
- la lutte contre l'appropriation de ressources naturelles par quelques-uns au détriment des autres et de la biodiversité ;
- la lutte contre la biopiraterie (qui se fait notamment par la brevetisation d'organismes vivants, de gènes et de savoirs traditionnels).

## Limites
Ce concept est encore jeune et il est polysémique ; Les sciences humaines et sociales ont montré que des années 1990 à 2010, de nombreux acteurs se sont réclamés de la « justice environnementale », mais « ils n’emploient pas les mêmes mots, ou alors n’y mettent pas le même sens, et de manière générale s’abstiennent de les définir avec précision ». Cette polysémie s'explique notamment par le fait que les représentations culturelles de la nature sont encore très variées.
Selon les auteurs d'une étude intitulée « Comprendre et construire la justice environnementale », des politiques environnementales « justes » impliqueraient « l’identification et la cartographie des injustices, l’articulation des différentes échelles et des acteurs impliqués, et la définition des espaces concernés ».
Pour être opérationnel, cette forme de justice doit s'appuyer sur un corpus de loi encore incomplet, et être définie ou redéfinie pour chaque échelle spatio-temporelle (des injustices différentes existent selon les territoires dont les environnements diffèrent). La notion d'inégalité écologique est elle-même comprise différemment selon les acteurs.
Pour être présenté devant un tribunal ou une autre instance administrative un préjudice écologique ou environnemental doit généralement être assez précisément caractérisé, ce qui est parfois rendu difficile quand il est dû à des effets indirects ou synergiques (ce qui est souvent le cas) ou qui peut être rendu difficile par exemple à cause de l'obstacle taxonomique et le manque de moyens humains et financiers dédiés à l'inventaire général du Vivant et de la Biodiversité, ainsi qu'à la protection des espèces et des habitats, tout particulièrement dans certains pays pauvres ou régions isolées.
Enfin, les générations futures n'ayant par définition pas de représentants directs, elles sont parfois mal défendues contre les préjudices qu'elles auront à supporter en raison des activités humaines « non soutenables » d'hier ou d'aujourd'hui.
De même si un certain contre-pouvoir a été constitué par les défenseurs de l'environnement, face à ceux qui tendent à le surexploiter (P. Lascoumes parle en 1994 d' éco-pouvoir), la nature ne peut se défendre elle-même comme peuvent mieux le faire les hommes victimes d'injustices.
Une autre question est celle de l'accès à la justice environnementale, là et quand elle commence à être présente dans le droit national. Les populations aborigènes et communautés autochtones, pauvres ou isolées sont par exemple souvent mal représentées devant les tribunaux ou ne connaissent pas leurs droits.